# Морозовский сельсовет (Тюменская область)
Моро́зовский сельсове́т — упразднённый сельсовет в Нижнетавдинском районе Тюменской области Российской Федерации. Существовал в 1919—1959 годах.
Административный центр — деревня Морозовка

## География
Сельсовет находился на западе Тюменской области, в пределах юго-западной части Западно-Сибирской низменности, в зоне подтайги.

### Климат
Климат резко континентальный с холодной продолжительной зимой и коротким тёплым летом. Средняя температура воздуха самого холодного месяца (января) — −18,6 °C (абсолютный минимум — −53 °C); самого тёплого месяца (июля) — 17,6 °C (абсолютный максимум — 38 °С). Безморозный период длится в среднем 111 дней. Среднегодовое количество атмосферных осадков составляет 300—400 мм, из которых 70 % выпадает в тёплый период. Продолжительность залегания снежного покрова составляет в среднем 156 дней.

## История
Образован в декабре 1919 года. В сельский совет вошли: деревни Морозовка, Берёзовка, Плюшкина, Полуденно-Кедровка, позднее вошли новообразованные посёлки Северо-Кедровка, Липняги, Таушенка. 
23 апреля 1959 г. сельсовет был упразднён в связи с объединением с Миясским сельсоветом.

## Состав
На момент упразднения входили: Морозовка, Берёзовка, Плюшкина, Полуденно-Кедровка.

## Население
К 1926 году насчитывалось 1225 жителей, 235 дворов, из них в самой Морозовке 196 человек, 42 двора.

## Инфраструктура
Основа экономики — сельское хозяйство.
29 ноября 1934 года создается колхоз имени 7-го съезда Советов, с 1949-го — имени Фрунзе, при укрупнении в 1951 году влившийся в колхоз «Путь к коммунизму» Морозовского сельсовета, который в 1959 г. в свою очередь вошел в колхоз им. Сталина Миясского сельсовета.